# Ellbach (Kocher)
Der Ellbach ist ein etwa 4 km langer Bach im Hohenlohekreis im nordöstlichen Baden-Württemberg, der etwas vor dem Dorf Ernsbach der Kleinstadt Forchtenberg von rechts und Norden in den unteren Kocher mündet.

## Name
Der Bach wurde früher Edelbach genannt, wie eine ältere Karte und ein an den Bach angrenzendes Gewann dieses Namens bezeugen.

## Geographie

### Verlauf
Der Ellbach entsteht in der südlichen Gemarkung von Schöntal im großen, weit ins Kocher-Einzugsgebiet herüberreichenden Waldgebiet der Gemeinde. Die Quelle liegt auf etwa 343 m ü. NHN, etwa 200 Meter südlich der K 2321 Schleierhof–Neuhof zwischen dem Gewann Straßenschlag an der Kreisstraße und dem Waldrücken Dürrsbuckel weiter im Süden. Der Bach läuft zunächst westwärts und fließt nach etwa 50 Metern in den etwas unter hektargroßen Langen See ein.
Unterhalb des von einem Waldweg genutzten Seedamms wendet sich der ausfließende Bach auf mehr und mehr südlichen Lauf und durchläuft auf dem nächsten halben Kilometer zwei weitere, kleinere Seen. Nach einem starken halben Kilometer mehr auf nun Südsüdwestkurs mündet der erste größere Waldbach, der Abfluss des Oberen Salenweihers bei Neuhof. Abwärts davon ist die Höhe rechts über der nach wie vor bewaldeten Talmulde erstmals offen, während auf der anderen Höhe des nunmehr südwärts ziehenden Tals der Große Buchwald steht. Aus diesem kommend, mündet, dem Schöntaler Eichelshof auf der westlichen Höhe gegenüber, auf nurmehr 242 m ü. NHN der mit fast 1,5 km Länge bedeutendste Zufluss des Ellbachs.
Danach verläuft die Grenze zwischen Schöntal und der Kleinstadt Forchtenberg im Osten nah am Lauf im Tal bis hinab zum Rand des Kochertals. Etwa einen halben Kilometer vor seiner Mündung öffnet sich die Talaue und der Ellbach wechselt auf Forchtenberger Grund. Nach zuletzt noch etwa 200 Metern in der Flussaue mündet der Ellbach auf 186,6 m ü. NHN von rechts zwischen Forchtenberg flussauf- und seinem Dorf Ernsbach flussabwärts in den unteren Kocher, der dort etwa westwärts fließt; weniger als 300 Meter abwärts mündet der kleinere Stelzersklingenbach in derselben Richtung und an den ersten Häusern Ernsbachs vorbei in den Fluss.
Der Lauf des Ellbachs endet nach 3,8 km langem Weg mit mittleren Sohlgefälle von rund 41 ‰ etwa 156 Höhenmeter unterhalb seines nahe am Langen See gelegenen Ursprungs.
Auf seinem letzten Viertelkilometer läuft der Ellbach schnurgerade, was offenbar durch Korrektur erreicht wurde, denn eine topographische Karte aus der ersten Hälfte des 20. Jahrhunderts zeigt dort einen anfangs schlängeligen, dann entlang einem Wirtschaftsweg nach Osten versetzten Lauf, der damals hundert Meter oberhalb der heutigen Mündung das Kocherufer erreichte.

### Einzugsgebiet
Das Einzugsgebiet des Ellbachs ist 4,6 km² groß und liegt im Naturraum der Kocher-Jagst-Ebenen, weit überwiegend in deren Unterraum Schöntaler Buchwald, mit dem kleinen Zwickel des Mündungsdreiecks im Unterraum Unteres Kochertal. Etwa zwei Drittel davon sind Waldgebiete, offene Landschaft liegt mit etwas Übergewicht links auf den begleitenden Höhenrücken beidseits des Untertals um Muthof im Osten sowie um Eichelshof im Westen und wird fast ganz beackert; hinzu kommt der vergleichsweise kleine offene Mündungszwickel. Der mit 358,8 m ü. NHN höchste Punkt liegt nahe der Nordostecke dicht an einer Waldhütte auf dem Dürrsbuckel im Gewann Seilerwiesenschlag. Das Gebiet gehört im Norden und Südwesten mit drei Vierteln der Gesamtfläche zur Gemeinde Schöntal, das restliche Viertel im Süden und Südosten zur Kleinstadt Forchtenberg. Es gibt nur zwei Siedlungsplätze im Einzugsgebiet, den fast ganz diesseits der westlichen Wasserscheide liegenden Schöntaler Weiler Eichelshof mit einem Dutzend Hausnummern und das Forchtenberger Dorf Muthof, das sich nur mit wenigen Gebäuden von jenseits der östlichen herüber erstreckt.
Reihum grenzen die Einzugsgebiete der folgenden Nachbargewässer an:
- Im Nordosten liegt bei Schöntal-Neuhof hinter einem nur kurzen Scheidenabschnitt das Quellgebiet des durch die Pfaffenklinge weit abwärts in die Jagst mündenden Bachs;
- längs der nördlichen Wasserscheide entspringen die linken Bäche zur Jagst vom bei Schöntal mündenden Honigbach bis hinauf zum Schöntal-Westernhausener Sternbach;
- im Osten konkurriert der höher als der Ellbach selbst zum Kocher laufende Wülfinger Bach, anfangs über seinen rechten Zufluss Ottersbach;
- im Südosten gibt es nur zwei kurze und unbeständige Hangbäche zum Kocher;
- im Westen nimmt der kurz nach dem Ellbach in diesen Fluss mündende Stelzersklingenbach den Abfluss zur anderen Seite der Wasserscheide auf.

### Zuflüsse und Seen
Liste der Zuflüsse und  Seen von der Quelle zur Mündung. Gewässerlänge, Seefläche, Einzugsgebiet und Höhe nach den entsprechenden Layern auf der Onlinekarte der LUBW. Andere Quellen für die Angaben sind vermerkt.
Ursprung des Ellbachs auf etwa 343 m ü. NHN im Straßenschlag wenig östlich des Langen Sees. Der anfangs westwärts fließende Bach dreht mehr und mehr auf südlichen Lauf
- Durchfließt auf etwa 340 m ü. NHN den Langen See, 0,8 ha.
- Durchfließt auf etwa 325 m ü. NHN einen Waldteich, über 0,2 ha.
- Durchfließt auf etwa 320 m ü. NHN einen Waldteich, knapp 0,3 ha.
- (Waldbach), von rechts und Nordnordwesten im vorigen, ca. 0,3 km[LUBW 8] und ca. 0,2 km².[LUBW 9] Entsteht auf etwa 333 m ü. NHN im westlichen Gewann Straßenschlag.
- (Waldbach), von links und Osten auf etwa 304 m ü. NHN, ca. 0,4 km[LUBW 8] und über 0,2 km².[LUBW 9] Entsteht auf etwa 328 m ü. NHN im Gewann Habichtswiesenschlag.
- Sallenbächlein[LUBW 10], von rechts und Nordwesten auf 287,8 m ü. NHN[LUBW 3], 0,7 km und ca. 0,5 km².[LUBW 9]
Ab diesem Zufluss läuft der Ellbach etwa südwärts.
  -  Entfließt auf etwa 328 m ü. NHN dem Oberen Salenweiher[LUBW 11] im Waldrand zum Flurgewann Salenäcker, 0,3 ha.
- Buchwaldgraben, von links und Ostnordosten auf etwa 281 m ü. NHN wenig nach dem vorigen, 0,5 km und 0,2 km².[LUBW 9] Entsteht auf etwa 340 m ü. NHN im Großen Buchwald.
- Passiert einen Dolinentümpel auf dem rechten Hügelrücken im Ackergewann Heide auf etwa 338 m ü. NHN, unter 0,1 ha.
- (Waldbach), von links und Nordosten auf 242 m ü. NHN[LUBW 3], 1,6 km und ca. 1,2 km².[LUBW 9] Entsteht auf etwa 340 m ü. NHN im Gewann Kleiner Buchwald.
  -  Durchfließt auf etwa 315 m ü. NHN den Narrenwiesenweiher[LUBW 11] nahe am Flurrand, unter 0,2 ha.
  -  Passiert einen Tümpel auf der linken Hügelhöhe nahe Muthof auf etwa 335 m ü. NHN, unter 0,1 ha.

Mündung des Ellbachs von rechts und zuletzt Norden auf 186,6 m ü. NHN in den unteren Kocher. Der Ellbach ist 3,8 km lang und hat ein 4,6 km² großes Einzugsgebiet.

## Geologie
Der Lauf des Ellbachs liegt anfangs in Höhe des Lettenkeupers (Erfurt-Formation), der untersten Lage des Unterkeupers. Zwischen dem letzten der Seen am Oberlauf und dem Zufluss des Sallenbächleins wechselt der Talgrund etwa beim Zufluss des ersten Waldbachs aus dem Osten in den Oberen Muschelkalk. Etwas in der Mitte zwischen dem letzten und größten Zufluss aus dem Großen Buchwald und der Mündung beginnt am Unterhang der Mittlere Muschelkalk auszustreichen, der auf etwa den letzten 300 Metern des Tals nur an der linken Talseite wieder abtaucht, weil bis zu dieser von Nordosten her ein kurzer tektonischer Graben heranzieht.
Im nördlichen Einzugsgebiet ist der Lettenkeuper flächenhaft mit aus dem Quartär stammendem Lösssediment überlagert, dieses erstreckt sich linksseits der Talmulde weit südwärts bis in den Großen Buchwald. Entlang dem Ellbach liegt im Tal längstenteils ein holozänes Schwemmlandband, das im untersten Tal ab dem tektonischen Graben aus Auenlehm besteht, in dem der Bach dann auch die letzten etwa 200 Meter im Kochertal läuft; es gibt keinen auffälligen Schuttkegel an der Talmündung wie bei anderen Zuflüssen des Kochers. Im Bereich der Muschelkalkhänge liegt verstreut Blockschutt. Der Muschelkalk ist anscheinend verkarstet, wie die abschnittsweise unstete Wasserführung und einige Dolinen im Einzugsgebiet zeigen.
Zwischen dem Zufluss des Buchwaldgrabens und dem des letzten und größten Nebenbaches steht links am mittleren Talhang im Großen Buchwald die etwa 5 m hohe und etwa 50 m lange Abbauwand eines aufgelassenen Steinbruchs im Oberen Muschelkalk.

## Natur und Schutzgebiete
Der Langer See genannte Teich, den der Ellbach wenig nach seinem Ursprung durchläuft, wurde erst 1990 angelegt. Von den beiden folgenden kleineren Teichen sind die Dämme schon im Messtischblatt von 1941 eingetragen. Der Ellbach fließt von unterhalb der drei Teiche bis hinab zu seinem größten Zufluss aus dem Großen Buchwald in einem bis zu vier Meter breiten Bachbett voller Geröll. Anfangs führt er in einer stark eingetieften Geländerinne mit felsigem Grund, über der verstürzte Bäume liegen, nur zeitweilig Wasser, später stürzt er über einen kleinen Wasserfall mit Kalksinteransatz herab, gegen Ende dieses Abschnitts liegt er wiederum oft trocken.
Der Quellteich Oberer Salenweiher des Sallenbächleins wurde 1988 angelegt, nach dem genannten Messtischblatt bestand der von einem Wirtschaftsweg genutzte Damm aber schon früher. Rund hundert Meter abwärts des Damms quert das Sallenbächlein in einem Durchstich einen weiteren in seinem dort schon stärker eingetieften Tal. Der Narrenwiesenweiher nördlich von Muthof am längsten Zufluss wurde 1981 angelegt. Der ihn durchfließende, vorher etwa einen Meter breite Bach läuft weiter abwärts in seinem Tal durch eine Klinge. Der Tümpel wenig nördlich von Muthof über dem linken Hang dieses Abschnitts des großen Seitenbach wurde in einer Doline angelegt.
Nach der Zumündung dieses letzten und längsten Zuflusses setzt auf nur kurzem Abschnitt der Talwald des Ellbachs an der rechten Seite aus und Wiesen ziehen sich hoch bis zum Eichelshof. Dort und danach bald wieder im Wald mäandriert das bis zu vier Meter breite und geröllreiche Bachbett auf dem Talgrund zwischen Gleit- und bis zu zwei Meter hohen steilen Prallhängen, anfangs führt es nur zeitweilig Wasser. Trotz einiger Uferbefestigungen, von denen zuweilen nur Reste erhalten sind, ist der Bach sehr naturnah. Kurz bevor der Bach den Wald verlässt, läuft den linken Hang herab eine bis zu sieben Meter eingetiefte Klinge zu, die nur sehr selten Durchfluss hat. Beidseits von ihr ziehen einige Steinriegel den Waldhang herab, der also dort in früherer Zeit anscheinend landwirtschaftlich genutzt wurde.
Nachdem der Bach in die offene Flur an der Talmündung gewechselt ist, begleitet ihn bis zu einem Wirtschaftsweg am Rand der Kochertalaue eine Galerie aus Ahorn, Eschen und auch Weiden. Unter ihnen steht häufig das Indisches Springkraut. Der zwei bis drei Meter breite Lauf schlängelt dort zunächst noch, dann fließt er schmaler, schnurgerade und bis zu einem Meter unter der Auenhöhe. Im Bett liegen Kies und Schutt und zeigen sich Felsbänke. Abschnittsweise teilt sich der Bach in mehrere Gerinne, die oft nur bei Hochwasser durchflossen werden.
Naturdenkmale sind der Obere Salenweiher mitsamt einem breiten, weidenreichen Uferstreifen und die Dolinentümpel im Ackergewann Heide nördlich von Eichelshof sowie wenig nördlich von Muthof.
Der größte Teil des linksseitigen Einzugsgebietes bis im Süden zur Waldgrenze gegen die Flur um dem Muthof ist Schonwald und Teil des Waldschutzgebietes Klosterwald Schöntal.

## Geschichte
Auf der nördlichen Wasserscheide verläuft die Trasse der Hohen Straße zwischen Kocher und Jagst, eines schon vorgeschichtlichen Höhenweges zwischen den beiden Flüssen, nach der wohl das Gewann Straßenschlag rechts des obersten Laufes benannt ist. Heute folgt der Wasserscheide dort ein Abschnitt der K 2321, die Berlichingen mit einer anderen Kreisstraße bei Forchtenberg-Schleierhof verbindet.

## Verkehr und Tourismus
Das tief eingeschnittene Tal des Ellbachs ist frei von öffentlichen Verkehrswegen und wird nur von Wirtschaftswegen erschlossen. Ein Fahrradweg von Forchtenberg herauf und dann wieder nach Sindringen hinab quert den Damm des Langen Sees. Nach dem letzten der Oberlaufseen kreuzt ein Rot-Kreuz-Wanderweg von Forchtenberg im Kocher- nach Schöntal im Jagsttal das obere Tal. Am Wechsel ins Kochertal führt ein auf einem Wirtschaftsweg laufender kombinierter Fahrrad- und Wanderweg über den Bach.

### LUBW
Amtliche Online-Gewässerkarte mit passendem Ausschnitt und den hier benutzten Layern: Lauf und Einzugsgebiet des Ellbachs

Allgemeiner Einstieg ohne Voreinstellungen und Layer: Daten- und Kartendienst der Landesanstalt für Umwelt Baden-Württemberg (LUBW) (Hinweise)
1. 1 2  Alter Name Edelbach nach
  - Name Edelbach des linken Hanggewanns nach dem größten Zufluss auf dem Layer Liegenschaft und Gewässer
  - Beschriftung Edelbach am Lauf schon oberhalb des Eichelshofs auf dem Messtischblatt 6623 Krautheim von 1882 in der Deutschen Fotothek
2. 1 2  Höhe nach dem Höhenlinienbild auf dem Hintergrundlayer Topographische Karte.
3. 1 2 3 4 5  Höhe nach grauer Beschriftung auf dem Hintergrundlayer Topographische Karte.
4. 1 2  Länge nach dem Layer Gewässernetz (AWGN), ergänzt um ein kleines, auf der Gewässerkarte nicht berücksichtigtes Anfangsstück, das auf dem Hintergrundlayer Topographische Karte abgemessen wurde.
5. 1 2  Einzugsgebiet nach dem Layer Basiseinzugsgebiet (AWGN).
6. ↑  Länge nach dem Layer Gewässernetz (AWGN).
7. ↑  Seefläche nach dem Layer Stehende Gewässer.
8. 1 2  Länge abgemessen auf dem Hintergrundlayer Topographische Karte.
9. 1 2 3 4 5  Einzugsgebiet abgemessen auf dem Hintergrundlayer Topographische Karte.
10. ↑  Name des Sallenbächleins nach:
  - Schönthal. In: Julius Hartmann, Eduard Paulus (Hrsg.): Beschreibung des Oberamts Künzelsau (= Die Württembergischen Oberamtsbeschreibungen 1824–1886. Band 62). W. Kohlhammer, Stuttgart 1883, S. 769–821, hier S. 793 (Volltext [Wikisource]).

Dort steht eine Aufzählung einiger Gewässer im Umkreis von Schöntal-Neusaß, deren genaue geographische Zuordnung zumindest nach der heutigen Gewässerkarte etwas verwirrt erscheint. Da der infrage stehende Bach jedoch dem Oberen Sallenweiher an den Salenäckern  entfließt und dann die Waldgewanne  Kleine Salen links und Große Salen rechts trennt, dürfte der Name hier wohl stimmen. Die Inkonsequenz, dass die Gewannnamen mit einfachem L und der Bachname mit doppeltem geschrieben wird, findet sich ganz entsprechend an einem anderen Sallenbächlein bei Unterschüpf, das dort an ein Gewann Salen grenzt. Namengebend dürfte in allen Fällen die Wurzel Sale mit der Bedeutung Salweide sein, die schon alt in den Formen sale wie auch sallen begegnet, siehe
  - Artikel sale im Deutschen Wörterbuch von Jacob Grimm und Wilhelm Grimm, Version 01/21, abgerufen am 14. Mai 2022 Gewannnamen jeweils nach dem Layer Liegenschaften und Gewässer.
11. 1 2  Name nach dem Layer Geschützte Biotope.
12. ↑  Dolinen nach dem Layer Geschützte Biotope.
13. ↑  Steinbruch nach dem Layer Geschützte Biotope.
14. ↑  Schutzgebiete nach den einschlägigen Layern, Natur teilweise nach dem Layer Geschützte Biotope.

### Andere Belege
1. ↑  Korrektur am Unterlauf nach:
  - Meßtischblatt 6723 Öhringen von 1933 in der Deutschen Fotothek
2. ↑  Wolf-Dieter Sick: Geographische Landesaufnahme: Die naturräumlichen Einheiten auf Blatt 162 Rothenburg o. d. Tauber. Bundesanstalt für Landeskunde, Bad Godesberg 1962. → Online-Karte (PDF; 4,7 MB)
3. ↑  Geologie nach den Layern zu Geologische Karte 1:50.000 auf: Mapserver des Landesamtes für Geologie, Rohstoffe und Bergbau (LGRB) (Hinweise)
4. ↑  Alte Seedämme nach:
  - Meßtischblatt 6623 Ingelfingen von 1941 in der Deutschen Fotothek